# Bojan Kurajica
Bojan Kurajica (nascut el 15 de novembre de 1947 a Ljubljana, Iugoslàvia) és un jugador d'escacs croato-bosnià (anteriorment iugoslau), que té el títol de Gran Mestre des de 1974.
A la llista d'Elo de la FIDE de març de 2014, hi tenia un Elo de 2505 punts, cosa que en feia el jugador número 5 (en actiu) de Bòsnia i Hercegovina. El seu màxim Elo va ser de 2595 punts, a la llista de juliol de 1995 (posició 68 al rànquing mundial).

## Biografia i resultats destacats en competició
En Kurajica es va criar a Split. Va obtenir el títol de Mestre Internacional el 1965 en guanyar el Campionat del món juvenil, a Barcelona. Va anar a viure a Zagreb el 1966 i hi va estudiar italià i anglès i es va graduar el 1972 a la Facultat de Filosofia. Entremig, el 1970, va guanyar el torneig de Màlaga, per davant, entre d'altres, de Pal Benko o Artur Pomar.
Kurajica va obtenir el títol de GM el 1974. Un dels seus més grans èxits en torneigs fou l'empat al 3r/4t lloc al Torneig Corus de Wijk aan Zee de 1976. Va jugar als escacs a Zagreb fins al 1979, quan va anar a viure a Sarajevo per jugar per l'ŠK Bosna, el principal club de la ciutat.
El desembre de 2005 en Kurajica va guanyar el 13è Torneig Salona a Solin. El mateix any fou guardonat amb el títol de FIDE Senior Trainer, el màxim títol d'entrenador internacional. Des de 2006, alterna el seu lloc de residència entre Sarajevo i Santa Cruz de Tenerife. El 2007 fou segon al Torneig Internacional de La Laguna (Tenerife), rere Atanas Kolev.
El 2010 empatà als llocs 1r-6è amb Kamil Mitoń, Lázaro Bruzón, Yuri Gonzalez Vidal, Ievgueni Gléizerov i Bartlomiej Heberla al 4t Torneo Internacional de Ajedrez Ciudad de La Laguna. També el 2010, participà en el Campionat nacional de Bòsnia i Hercegovina, i hi empatà al 1r-2n lloc amb Željko Bogut, tot i que perdé el títol per pitjor desempat.

### Participació en olimpíades d'escacs
Kurajica va participar, representant Iugoslàvia, a les Olimpíades d'escacs de La Valletta 1980 (on hi obtingué una medalla de bronze per equips) i Salònica 1984.
Després del desmembrament de Iugoslàvia, ha representat Bòsnia i Hercegovina vuit cops entre 1992 i 2006 (i va guanyar una medalla d'argent per equips a l'Olimpíada de Moscou).